# Wilhelm Grimm
Wilhelm (Karl) Grimm (Hanau, 24 de febrero de 1786-Berlín, 16 de diciembre de 1859) fue un lingüista, literato y mitólogo alemán.
Su vida y obra estuvo fuertemente ligada a la de su hermano mayor, Jacob, por lo que es frecuente escuchar hablar de los Hermanos Grimm en conjunto.

## Biografía
Wilhelm Grimm pasó su infancia en la localidad de Steinau an der Strasse, a donde su padre había sido trasladado como funcionario, y acudió junto con su hermano Jacob al Friedrichsgymnasium, una escuela de enseñanza media en Kassel. Posteriormente se inscribió en la Universidad de Marburgo donde estudió derecho con Friedrich Carl von Savigny. Después de terminar sus estudios volvió a vivir con su madre en Kassel. Durante largo tiempo le fue difícil encontrar empleo debido a problemas relacionados con el asma y un padecimiento cardiaco. Desde 1806, se dedicó a reunir junto con su hermano Jacob cuentos e historias populares conocidas en alemán como Märchen, las cuales adaptaron y publicaron. En 1809, se sometió a un tratamiento en Halle con el renombrado médico Reil. Gracias a esto, tuvo la oportunidad de conocer al compositor alemán Johann Friedrich Reichardt, quien lo recibió hospitalariamente. Junto con Clemens Brentano viajó a Berlín, donde vivieron en casa de Achim von Arnim. De regreso a Kassel, conoció a Goethe, quien lo elogió por sus «esfuerzos en favor de una cultura durante mucho tiempo olvidada».
De 1814 a 1829, Wilhelm Grimm fue secretario de la biblioteca de Kassel. En 1825 se casó con Henrietta Dorothea Wild. En 1831 se convirtió en bibliotecario en la Universidad de Göttingen, donde cuatro años después obtuvo una cátedra. Debido a su participación en la redacción de la carta de protesta de Los siete de Gotinga fue destituido de su cargo y expulsado de Hannover, junto con su hermano, por el rey Ernesto Augusto I de Hannover en 1837. El rey de Prusia Friedrich Wilhelm IV invitó a los hermanos Grimm en 1842 a Berlín, lugar donde se establecieron. Ese mismo año se convirtieron en miembros de la Academia de Ciencias de Prusia. Wilhelm Grimm impartió clases hasta su muerte durante 18 años en la Universidad Humboldt de Berlín, lugar donde trabajó junto a su hermano en su Deutsches Wörterbuch ('Diccionario alemán'). Aparte del trabajo en conjunto con Jacob, centró sus investigaciones en la poesía medieval, en las sagas heroicas alemanas y en las runas.
Wilhelm y Jacob Grimm son los padres de los estudios de la antigüedad germánica, la lingüística germánica y la filología alemana. Ambos son famosos por su colección Kinder- und Hausmärchen ('Cuentos de niños y del hogar') publicada en dos tomos entre 1812 y 1815. En 1839, Wilhelm publicó la obra de su amigo Achim von Arnim; también publicó cantares daneses antiguos, baladas y cuentos populares.
En enero de 1860, la Academia de Berlín anunció: 

El 16 del pasado mes murió Wilhelm Grimm, miembro de la Academia, quien supo, como estudioso de la lengua alemana y recopilador de sagas y poesías alemanas, poner su nombre en alto. El pueblo alemán está habituado a pensar en él y nombrarlo junto con su hermano Jacob. Pocos hombres son tan queridos y venerados como los hermanos Grimm, quienes se afanaron y trabajaron en conjunto durante medio siglo.

Sus restos fueron depositados en el Antiguo Cementerio de San Mateo en el distrito de Schöneberg en Berlín.

## Obra científica
El trabajo científico más importante de Jacob Grimm es la Gramática alemana (1819-1837), considerada como el origen de la filología germánica. La segunda edición (1822) contiene la ley de Grimm de la mutación sonora, que supone una ayuda para la reconstrucción de las lenguas muertas. Entre sus otras obras están Sobre los antiguos Meistergesang (menestrales) alemanes (1811), Mitología alemana (1835) e Historia de la lengua alemana (1848). Algunas de las obras de Wilhelm Grimm, que incluyen ediciones y discusiones críticas sobre literatura y folclore medievales alemanes, son Antiguas canciones de gesta danesas (1811), Leyendas heroicas alemanas (1829), La canción de Roldán (1838) y El antiguo idioma alemán (1851). Los hermanos Grimm publicaron en 1854 el primer volumen del monumental Deutsches Wörterbuch, el diccionario alemán de referencia, de 32 volúmenes concluido en 1954, ellos trabajaron en él desde 1852 a 1861.

### Recopilación de cuentos del folclore alemán
La vida y obra de los hermanos Grimm ha trascendido en la cultura popular gracias a sus libros con recopilaciones de cuentos, obras que recogen una serie de historias que se contaban tradicionalmente a los niños en las zonas de habla alemana; encargados por Friedrich Carl von Savigny, los hermanos Jacob y Wilhem Grimm recorrieron distintas áreas germanoparlantes para conocer y recopilar historias del folclore popular, las cuales fueron publicadas posteriormente en dos libros que han trascendido en el tiempo, una de las fuentes más valiosas fue la cuentacuentos Dorothea Viehmann, quien aportó varias de las historias que los hermanos Grimm publicaron.
Jacob fue quien más se comprometió con la difusión de tales obras, fomentando la publicación de algunos de los cuentos recopilados en periódicos y almanaques para niños, lo que facilitó su apropiación por el público infantil, mientras Wilhem se encargó de ajustes estilísticos que hicieron más agradables las obras a los pequeños lectores. Las obras se han editado varias veces, lo que ha significado cambios importantes en su contenido, destacando la eliminación de apartes considerados demasiado crueles, como la mutilación de las hermanas de la cenicienta en dicha obra.

#### Cuentos de Hadas
Entre los denominados "cuentos de hadas" se encuentran las siguientes obras destacadas:
- Hansel y Gretel
- El amadísimo Rolando
- Cuentos completos I
- Cuentos completos II
- Cuentos completos III
- Cuentos completos IV
- Cuentos tradicionales
- El enano saltarín
- El lobo y los siete cabritos
- El rey de los ladrones y otros cuentos
- La casita de azúcar
- Los músicos de Bremen
- Rapunzel
- Juan sin miedo
- Blancanieves
- Caperucita roja